# Max Dietrich (Publizist)
 Max Adolf Dietrich  (* 10. Dezember 1896 in Schönbrunn; † 24. Juli 1977 in Berlin) war ein deutscher Publizist und evangelischer Pastor in der Berliner Stadtmission nach 1945. Bekannt wurde er vor allem durch seine wissenschaftliche Abhandlung Die Fehlerquellen des Zeitungsberichts, seine Tätigkeit als Schriftleiter und als Verfasser der Jubiläumsschrift 75 Jahre Berliner Stadtmission. 1877 – 9. März – 1952. Überdies hatte er mehrere Jahre die Schriftleitung des Mitteilungsblattes der Berliner Stadtmission inne.

## Leben

### Schulischer Werdegang
Dietrich wurde als achtes Kind des Kaufmanns und Gutsbesitzers Friedrich Max Dietrich in einem Dorf im ehemaligen Kreis Marienberg im Erzgebirge geboren. Nach dem Besuch der Volksschule in seinem Heimatort von 1903 bis 1907 kam er auf das Realgymnasium in Annaberg, auf dem er 1916 die Reifeprüfung ablegte. Ein Jahr lang, bis zum Sommer 1917, war er als Heeressoldat Teilnehmer am Ersten Weltkrieg. Zum Wintersemester 1917/18 ließ er sich an der Universität Leipzig als Student für Philosophie und später Theologie einschreiben.

### Berufliche Entwicklung in der Weimarer Republik
Vom 1. Oktober 1917 bis zum 15. Februar 1921 studierte Dietrich an der Universität Leipzig. Als Grund für seine vorzeitige Exmatrikulation führte er in seinem Lebenslauf von 1929 als Anlage zu seiner Doktorarbeit die kriegs- und nachkriegsbedingten „wirtschaftlichen Verhältnisse des Elternhauses“ an. Um sich beruflich neu zu orientieren, fuhr Dietrich ohne Studienabschluss nach Schweden, gab dort an einem privaten Sprachinstitut Deutschunterricht und besuchte die Universität Lund. Er schrieb erste journalistische Beiträge. Nach Rückkehr in seine sächsische Heimat erhielt Dietrich 1924 eine Anstellung bei der Nachrichtenagentur Wolffs Telegraphisches Bureau (WTB) und zwar in deren Chemnitzer Zweigstelle. Nach einjähriger Tätigkeit in Chemnitz wurde er von der Berliner Direktion von Wolffs Telegraphisches Bureau zum Leiter der Zweigstelle in Krefeld berufen. Von dort wechselte Dietrich zum Verlag C. Busch-du Fallois Soehne in Krefeld. Dieser Zeitungsverlag übertrug ihm ab 1926 die Schriftleitung der Linksrheinischen Rundschau, die in Homburg erschien.

### Doktorarbeit
Dietrich schrieb seine Doktorarbeit über „Die Fehlerquellen des Zeitungsberichts“ in Auswertung von gesammelten Informationen und eigenen gezielten Untersuchungen aus Zeitungsbetrieben in seinem damaligen Lebensmittelpunkt in Nordrhein-Westfalen in den 1920er Jahren. Er fand Fehlerquellen vielfach bei Nachrichten heraus, die sich nach tiefgehender Überprüfung durch ihn als ungesichert herausstellten. Weitere Fehlerquellen lagen in der Bearbeitung von Manuskripten durch Redakteure, jedoch auch in der technischen Weiterverarbeitung der Druckvorlagen durch die Mitarbeitenden im Druckhandwerk des 20. Jahrhunderts, vor allem durch die Korrektoren, Schriftsetzer, Metteure, Stereotypeure und Drucker. Als Ursachen für sachliche, grammatische und orthografische Fehler benannte Dietrich „psychologische Gründe“ und „wirtschaftliche Zwänge“. Zu redaktionellen und technischen Fehlleistungen führte Dietrich eine Vielzahl von Beispielen aus damaligen Zeitungsberichten an. Bei theologisch-kirchlichen Themen nannte er beispielhaft: „Professor für alttestamentliche“ ‚Exzesse‘ (so viel wie ‚maßlose Handlungen‘) anstelle von richtigerweise ‚Exegese‘, d. h. die theologische Auslegung der Texte im Alten Testament der Bibel. sowie „Dornenschein und Heiligenkranz“ anstatt „Dornenkranz und Heiligenschein“. Die beiden Gutachter für seine Doktorarbeit waren die Leipziger Professoren Erich Everth und Otto Klemm.
Bei der Annahme seiner Doktorarbeit am 8. Mai 1929 von der damaligen II. Sektion der philologisch-historische Abteilung der Philosophischen Fakultät der Universität Leipzig, vertreten durch den Dekan Alexander Hoffmann, hatte Dietrich die redaktionelle Leitung der Tageszeitung noch inne. Den Druck seiner Dissertationsschrift besorgte 1929 die Krefelder Druckerei „C. Busch-du Fallois Soehne“. Als „Dr. phil.“ und mit der Berufsbezeichnung „Schriftleiter“ findet sich Max Dietrich als Einwohner Berlins im Adressbuch von 1932 wieder, wo er nun seinen Lebensmittelpunkt gefunden hatte. Als „Schriftleiter“ und „Berliner Journalist“ wurde er 1933 in einer Sonntagszeitung im Vorspann zu einem von ihm geschriebenen Artikel vorgestellt, der dazu beitragen sollte, den damaligen Wehrkreispfarrer Ludwig Müller „an die Spitze der deutschen evangelische Kirche“ zu lancieren.

### Angestellter einer Hausverwaltung
Dietrich arbeitete Ende der 1930er Jahre nicht mehr journalistisch, sondern er war Angestellter der „von Fries’schen Hausverwaltung“. Ab Ende der 1930er Jahre besuchten Max Dietrich und seine Schwester Dorothea – mit der er in einer Wohngemeinschaft bis zur Ausbombung in Berlin lebte und die danach wieder zu ihrer Mutter ins Erzgebirge zog – Veranstaltungen der Berliner Stadtmission in der „Johannistisch-Gemeinde“. Dietrich wurde 1941 Ältester dieser Stadtmissionsgemeinde und verstand sich als „Laienbruder“, der „Freudigkeit zum Bibelstudium und zur Verkündigung“ hat, wie er in seinem Nachkriegs-Lebenslauf schrieb.

### Außerkirchliche Berufstätigkeit und Entnazifizierung
Als Angestellter in seiner „außerkirchlichen Berufstätigkeit“ beim Rittmeister a. D. Helmuth von Fries musste Dietrich u. a. das Gebäude in der Rosenthaler Straße 39 in Berlin-Mitte, das einem jüdischen Eigentümer gehörte, dem früheren Rechtsanwalt und Notar Ernst Wachsner, unter Verwaltung nehmen. Dieses Haus wurde um die Wende vom 19. zum 20. Jahrhundert durch das „Tanz-Institut“ des Gustav Apitsch, einem Schüler des Königlich-Preußischen Tanzlehrers Gustav Medon, und die mit der Tanzschule verbundenen Gastwirtschaft bei den Berlinern bekannt. Der Bürstenmachermeister Otto Weidt (* 1883; † 1947) unterhielt seinen „Fabrikbetrieb für Bürsten und Besen“ seit Anfang der 1940er Jahre in diesem Gebäude. Der stark sehbehinderte Weidt bemühte sich, seine blinden und gehörlosen beschäftigten Juden vor Verfolgung und Deportation zu schützen.
Weidt bescheinigte nach Kriegsende in einem Schreiben, adressiert an „Herr Dr. M. A. Dietrich  – Berliner Lichterfelde - Finkensteinallee 27“, dass er Dietrich als „Bearbeiter“ der Hausverwaltung „v. Fries“ kennen gelernt habe und hob hervor, dass die „Blinden-Werkstatt Otto Weidt Berlin C 2 Rosentaler Str. 39“ seit 1941 hundertprozentig Juden beschäftigte.
Der von Dietrich persönlich gestellte Antrag auf Entnazifizierung wurde am 15. Juni 1949 durch die zuständige „Allgemeine Kommission beim Magistrat für Groß-Berlin (Kammer für Geistliche)“  angenommen und von ihr „befürwortend der amerikanischen Militärregierung eingereicht“.

### Wirken in der Berliner Stadtmission
Dietrich gilt als so genannter Spätberufener, der erst nach einer anderen Berufsausübung Pfarrer werden wollte, und er wurde am 5. November 1945 durch den Oberkonsistorialrat der zuständigen Evangelischen Kirche in Berlin-Brandenburg Horst Fichtner (* 1893; † 1963) unter Mitwirkung des damaligen Stadtmissionsdirektors, Pfarrer Dannenbaum, in einem Gottesdienst in sein geistliches Amt eingeführt. Nach Kriegsende 1945 trat Dietrich seinen Dienst zunächst als Hilfsprediger im Anstellungsverhältnis in der Berliner Stadtmission an und übte seine Tätigkeit mit der Dienstbezeichnung „Pastor“ nach nachgeholter kirchlicher Prüfung durch das Theologische Prüfungsamt  mit der Dienstbezeichnung „Pastor“ in der Stadtmissionsgemeinde Berlin-Neukölln bis zum Erreichen des Rentenalters aus. Zugleich wurden dem Pastor der Berliner Stadtmission Leitungsaufgaben als Inspektor und die Schriftleitung für das Mitteilungsblatt für die Freunde der Berliner Stadtmission, der Vorgängerschrift von „SM-Panorama“, übertragen. Diese redaktionelle Aufgabe füllte Dietrich noch nach seinem Eintritt in das Rentenalter eine Zeit lang ehrenamtlich aus, bis sie von seinem Nachfolger, dem Stadtmissionsinspektor und Pfarrer Siegfried Dehmel, übernommen wurde. Danach hat er als Pfarrer im Ruhestand (i. R.) noch ein paar Jahre „Botendienste“ zwischen der seit dem Berliner Mauerbau 1961 in Ost und West geteilten Berliner Stadtmission getan und konnte dabei „so manchen speziellen Wunsch der Gemeinde- und Heimleiter in Ostberlin erfüllen“.